# 勞塔羅火山

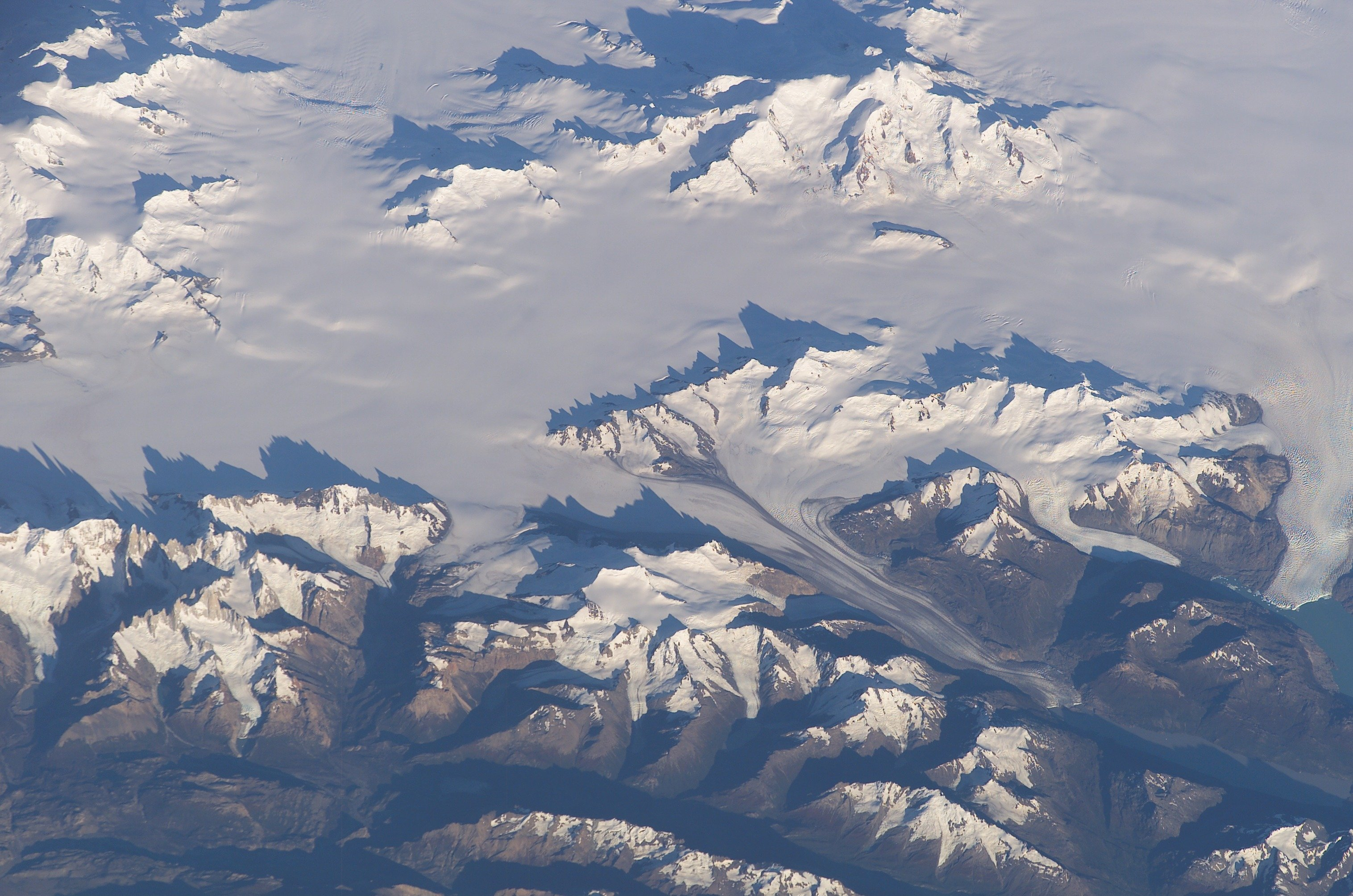

勞塔羅火山是智利的火山，位於該國南部，屬於安第斯山脈的一部分，海拔高度3,623米，最近一次火山噴發在1979年發生，人類在1964年1月29日首次成功登頂。